# Karijärvi (sjö i Lappland, lat 68,20, long 25,05)
Karijärvi är en sjö i Finland. Den ligger i kommunen Kittilä i landskapet Lappland, i den norra delen av landet, 900 km norr om huvudstaden Helsingfors. Karijärvi ligger 315,1 meter över havet. Arean är 10,3 hektar och strandlinjen är 1,26 kilometer lång. Sjön  ingår i Kemi älvs huvudavrinningsområde. 